# Emprésurage

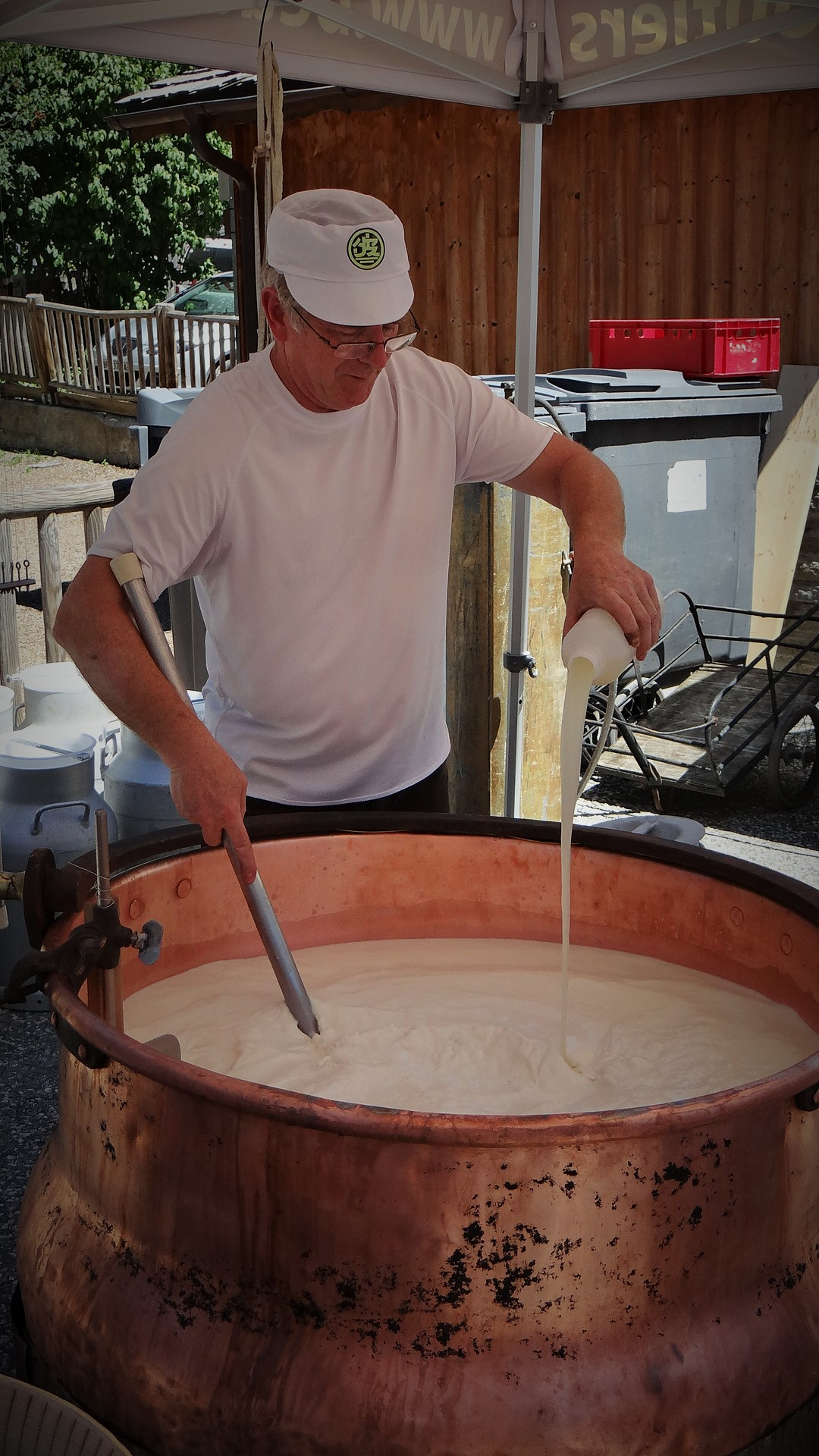
Emprésurage lors de la fabrication du beaufort.

L’emprésurage d’un lait est l’opération consistant à y ajouter un coagulant, la présure, pour obtenir du caillé.
Le coagulant utilisé peut être d'origine animale (issu de la caillette du veau, du chevreau ou de l'agneau non sevré), d'origine microbienne (ce qui convient aux végétariens), végétale (figuier, chardonnette, etc.), ou issu de la fermentation de microorganismes génétiquement modifiés (OGM).
En France, l'utilisation de présure d'origine animale est une des conditions des cahiers des charges pour prétendre aux dénominations de protections fromage fermier, appellation d'origine contrôlée et la marque de l'Union européenne, Label rouge.
À l'inverse, les fromages prétendant à la dénomination casher ne doivent pas être fabriqués avec de la présure d'origine animale.
Le terme « présure » seul figurant sur une étiquette implique que la présure est d'origine animale. Si elle a une autre origine, celle-ci doit être explicitée (par exemple, « enzyme microbienne »).
Selon les fromages fabriqués, la présure animale représente de 0,005 à 0,03 % du volume de lait mis à la transformation.